# Allium mexicanum
Allium mexicanum — вид трав'янистих рослин родини амарилісові (Amaryllidaceae), ендемік штату Тамауліпас, Мексика.

## Поширення
Ендемік штату Тамауліпас, Мексика.